# Chaetura egregia
Chaetura egregia là một loài chim trong họ Apodidae.